# Kobeseiko Te-Gō
Le Kobeseiko Te-Gō (en japonais : « テ号観測機 », Te-gō Kansoku-ki), était un avion biplace expérimental ADAC de liaison et d'observation japonais, conçu en 1942 par Kobe Steel, Ltd. pour servir pendant la Seconde Guerre mondiale. En accord avec la requête de l'armée japonaise, le professeur T. Miki, de l'Université impériale d'Osaka, conçut l'avion, tandis que sa fabrication fut effectuée par Kobe Seikojo.
Aucun numéro de code de type « Ki » ne fut attribué à l'avion, car le projet était en dehors de la juridiction des quartiers généraux de l'aviation de l'armée impériale japonaise.

## Conception et développement
Cet avion fut l'un des deux compétiteurs ayant été présentés pour devenir l'ADAC de liaison et d'observation standard de l'armée impériale japonaise. Fortement inspiré par le Fi 156 Storch allemand de la même période, le professeur Tetsuo Miki conçut le Te-Gō mais, bien qu'il lui était très ressemblant, l'avion n'en était absolument pas une copie.
Employant des méthodes de fabrication courantes à cette époque, l'avion reçut des ailes dont les armatures étaient faites en bois et recouvertes de tissu et contreplaqué. Des becs de bord d'attaque automatiques étaient installés sur les bords d'attaque, de grands volets de type « Fowler » étaient installés sur les bords de fuite et les ailerons pouvaient également être utilisés comme volets pour effectuer des décollages très courts. Le fuselage était fait d'une structure tubulaire en acier, recouverte de tissu à partir du cockpit jusqu'à l'arrière de l'avion et recouverte de panneaux métalliques sur le nez. La queue était conçu de la même manière que les ailes. Une mitrailleuse défensive mobile Type 89 (en) de calibre 7,7 mm (calibre .303) aurait dû être installée dans le cockpit arrière.
L'avion s'écrasa pendant ses essais, avec des dégâts importants au niveau de ses ailes et de son train d'atterrissage. À cause de cet accident, le deuxième appareil compétiteur, l'autogire Kayaba Ka-go, fut sélectionné et entra en service, sous la désignation de Kayaba Ka-1.

## Utilisateurs
- Empire du Japon :
  - Service aérien de l'Armée impériale japonaise.